# Carla Sénéchal
Carla Sénéchal, née le 26 juillet 1996 à Bordeaux, est une bobeuse française active en tant que pousseuse/freineuse. Avec sa coéquipière, elle forme la première équipe féminine française à concourir aux Jeux olympiques à l'occasion des Jeux de Pékin 2022.

## Biographie
Carla Sénéchal est appelée par Margot Boch en 2018, pour former avec elle un duo de bobeuses. Elle a pratiqué pendant 16 ans l'athlétisme en tant que sprinteuse.

## Palmarès

### Coupe du monde de bobsleigh
- 2019-2020
  - Bob à 2 : 19e (meilleure place : 6e à La Plagne)
- 2020-2021
  - Bob à 2 : 11e (meilleure place : 5e à Sigulda)
- 2021-2022
  - Bob à 2 : 23e (meilleure place : 13e à Innsbruck )[3]